# Simfonija br. 4 (Betoven)
Simfonija broj 4, B - Dur, opus 60, Ludviga van Betovena.
Godine 1806, između Četvrtog Klavirskog i Violinskog Koncerta, Betoven dovršava svoju Četvrtu Simfoniju, koja između Treće, Eroike i Pete Simfonije, predstavlja trenutak predaha, idile. Njom je Betoven ustanovio jedno lično pravilo, koje je zatim primenjivao na potonje četiri simfonije: Peta i Šesta, te Sedma i Osma, grupisane su 1808. i 1813. godine u parove, jedna iza druge, idilična posle dramatične.
Betovenova Četvrta Simfonija je umereno romantičarska, vedra Simfonija, sa obiljem komičnih efekata. Četiri njena klasična stava, obrazuju celinu trajanja 32 minuta.

## Forma i analiza
Prvi stav je Adagio - Allegro Vivace. Tajanstven lagani uvod, dočarava nam igru duhova, na šta se nadovezuje razigrani sonatni stav, sa komičnim pauzama i skokovima u drugoj temi.
Popularan je drugi stav, Adagio, koji se smatra muzičkom parafrazom pisma Besmrtno voljenoj. Stav je melanholičan, uzdržano sanjalački i komponovan je pod uticajem Betovenove ljubavi prema grofici Terezi Brunsvik.
Treći stav je opet jedan menuet, Allegro vivace, sada već pravi menuet, ali burniji u pokretu, sa više tamnijih mesta. Konačno se ustanovljava i značenje toga: u Prvoj Simfoniji, menuet označava betovenski preobražaj u skerco; u Četvrtoj, on simbolizuje idilični predah. To će zatim biti slučaj i u Osmoj Simfoniji.
Iza njega nastupa finalni stav, Allegro ma non troppo, vedar, razigran, sav u Mocartovom stilu.

## Refererence
1. ↑  Symphony No. 6 in F Major, Op. 68 Pastorale (Schott Music), ed. Max Unger, p. vi
2. ↑  Paul Netl (1976). Beethoven Handbook. New York: Frederick Ungar Publishing Co. стр. 262.
3. ↑  Steinberg, Michael (1995). The Symphony: A Listeners Guide. Oxford University Press.
4. ↑  Thompson, Oscar (1935). How to Understand Music. New York: The Dial Press, Inc. стр. 172.
5. ↑  Lockwood, Lewis (2015). „4”. Beethoven's Symphonies: An Artistic Vision (ebook). New York: W.W. Norton. ISBN 9780393076448. Приступљено 17. 1. 2016.
6. ↑  Grove, George (1896). Beethoven and His Nine Symphonies. London: Novello. стр. 98. Приступљено 17. 1. 2016.

## Spoljašnje veze
- Analysis of the Beethoven Symphony No. 4 Архивирано на веб-сајту  (7. август 2020), all-about-beethoven.com
- Full score of Beethoven's Fourth Symphony